# Списак позоришта у Србији
Списак позоришта у Србији даје преглед позоришта на територији Републике Србије, укључујући професионална, дечја, омладинска и друга значајна позоришта.

## Списак
| Слика                                                      | Назив                                                                | Место                | Адреса                                    | Тип                                     | Година оснивања               | Напомена |
| ---------------------------------------------------------- | -------------------------------------------------------------------- | -------------------- | ----------------------------------------- | --------------------------------------- | ----------------------------- | --- |
|                                                            | Српско народно позориште                                             | Нови Сад             | Позоришни трг 1                           | Национално (Драма, Опера, Балет)        | 1861.                         | Најстарији професионални театар у Срба. Има Велику сцену "Јован Ђорђевић", Малу сцену "Пера Добриновић" и Камерну сцену. |
|                                                            | Народно позориште                                                    | Београд              | Трг републике 1                           | Национално (Драма, Опера, Балет)        | 1868.                         | Једна од најрепрезентативнијих културних институција Србије. Сцене: Велика сцена, Сцена "Раша Плаовић".                  |
|                                                            | Југословенско драмско позориште                                      | Београд              | Краља Милана 50                           | Драмско                                 | 1947.                         | Основано са идејом окупљања најеминентнијих уметника из целе Југославије.                                                |
|                                                            | Атеље 212                                                            | Београд              | Светогорска 21                            | Драмско                                 | 1956.                         | Познато по авангардном репертоару и праизведбама савремених комада.                                                      |
|                                                            | Београдско драмско позориште                                         | Београд              | Милешевска 64а                            | Драмско                                 | 1947.                         | [ 5 ] |
|                                                            | Позориште на Теразијама                                              | Београд              | Теразије 29                               | Музичко (мјузикли, оперете)             | 1949.                         | Једино позориште у Србији специјализовано за музички театар.                                                             |
|                                                            | Звездара театар                                                      | Београд              | Милана Ракића 38                          | Драмско                                 | 1984.                         | Познато по извођењу дела домаћих савремених аутора.                                                                      |
|                                                            | Опера и театар Мадленијанум                                          | Београд              | Главна 32, Земун                          | Приватно (Опера, Мјузикл, Драма, Балет) | 1997.                         | Прва приватна опера и позоришна компанија у југоисточној Европи.                                                         |
|                                                            | Битеф театар                                                         | Београд              | Трг Мире Траиловић 1                      | Савремено, Експериментално              | 1989.                         | Основан као пратећа сцена БИТЕФ фестивала.                                                                               |
|                                                            | Театријум                                                            | Београд              | Капетан Мишино здање (двориште)           | Летње позориште                         | 2021.                         | Београдско летње позориште.                                                                                              |
|                                                            | КПГТ                                                                 | Београд              | Радничка 3                                | Алтернативно                            | 1978.                         | Основао Љубиша Ристић.                                                                                                   |
|                                                            | Мало позориште "Душко Радовић"                                       | Београд              | Абердарева 1                              | Дечје                                   | 1948.                         | Основано као Позориште лутака НР Србије.                                                                                 |
|                                                            | Позориште "Бошко Буха"                                               | Београд              | Трг Републике 3                           | Дечје и омладинско                      | 1950.                         | [ 12 ] |
|                                                            | Позориште лутака „Пинокио“                                           | Београд              | Булевар маршала Толбухина 1, Нови Београд | Луткарско (дечје)                       | 1973. (под овим именом)       | Првобитно основано 1937. као Позориште лутака.                                                                           |
|                                                            | Позориште "Пуж"                                                      | Београд              | Радослава Грујића 21                      | Дечје                                   | 1977.                         | [ 14 ] |
|                                                            | ДАДОВ - Омладинско позориште                                         | Београд              | Десанке Максимовић 6/1                    | Омладинско                              | 1958.                         | [ 15 ] |
|                                                            | Књажевско-српски театар                                              | Крагујевац           | Даничићева 3                              | Драмско                                 | 1835.                         | Најстарије активно позориште у Србији.                                                                                   |
|                                                            | Народно позориште Ниш                                                | Ниш                  | Синђелићев трг бб                         | Драмско                                 | 1887.                         | [ 17 ] |
|                                                            | Народно позориште Приштина                                           | Приштина / Грачаница | Видовданска / Цара Душана бб (Грачаница)  | Драмско                                 | 1948.                         | Тренутно седиште у Грачаници.                                                                                            |
|                                                            | Народно позориште Суботица / Narodno kazalište Subotica / Népszínház | Суботица             | Парк Рајхл Ференца 12а                    | Драмско (српска и мађарска драма)       | 1945. (професионално)         | Зграда из 1854. |
|                                                            | Народно позориште „Тоша Јовановић“                                   | Зрењанин             | Трг слободе 7                             | Драмско, Луткарско                      | 1946. (професионално)         | Зграда из 1839, најстарија позоришна зграда у Србији.                                                                    |
|                                                            | Народно позориште Сомбор                                             | Сомбор               | Трг Косте Трифковића 2                    | Драмско                                 | 1882.                         | [ 21 ] |
|                                                            | Народно позориште Кикинда                                            | Кикинда              | Трг српских добровољаца 28                | Драмско                                 | 1950.                         | [ 22 ] |
|                                                            | Шабачко позориште                                                    | Шабац                | Карађорђева 22                            | Драмско                                 | 1906. (професионално)         | Првобитно основано 1840. као Дилетантско друштво.                                                                        |
|                                                            | Крушевачко позориште                                                 | Крушевац             | Видовданска 26                            | Драмско                                 | 1946.                         | [ 24 ] |
|                                                            | Краљевачко позориште                                                 | Краљево              | Топлице Милана 1                          | Драмско                                 | 1949.                         | [ 25 ] |
|                                                            | Народно позориште Ужице                                              | Ужице                | Трг партизана 12                          | Драмско                                 | 1945.                         | Организатор Југословенског позоришног фестивала "Без превода".                                                           |
|                                                            | Народно позориште Тимочке крајине "Зоран Радмиловић"                 | Зајечар              | Тимочке буне 16                           | Драмско                                 | 1946.                         | Организатор фестивала Дани Зорана Радмиловића и Фестивала малих позоришних форми.                                        |
|                                                            | Народно позориште Пирот                                              | Пирот                | Бранка Радичевића 1                       | Драмско                                 | 1944.                         | [ 28 ] |
|                                                            | Регионално позориште Нови Пазар                                      | Нови Пазар           | Стевана Немање 2                          | Драмско                                 | 2003.                         | Професионално позориште које изводи представе на српском и бошњачком језику.                                             |
|                                                            | Позориште младих                                                     | Нови Сад             | Игњата Павласа 4                          | Дечје, Омладинско, Драмско              | 1931.                         | Основано као Луткарско позориште, од 1968. Позориште младих.                                                             |
|                                                            | Градско позориште Бечеј                                              | Бечеј                | Трг Ослобођења 2 (Градски музеј)          | Аматерско / Полу-професионално          |                               | Делује у оквиру Градског музеја Бечеј.                                                                                   |
|                                                            | Позориште "Бора Станковић"                                           | Врање                | Народног хероја 1                         | Драмско                                 | 1896. (почеци)                | Зграда обновљена након пожара 2012.                                                                                      |
|                                                            | Позориште "Добрица Милутиновић"                                      | Сремска Митровица    | Градски парк 2                            | Драмско                                 | 1944. (као Народно позориште) | Име Добрице Милутиновића носи од 1974.                                                                                   |
|                                                            | Народно позориште Лесковац                                           | Лесковац             | Косте Стаменковића 22                     | Драмско                                 | 1926. (почеци)                | [ 34 ] |
| Датотека:Народно позориште „Христо Ботев” Димитровград.jpg | Народно позориште "Христо Ботев"                                     | Димитровград         | Трг доктора Зорана Ђинђића 3              | Драмско (и на бугарском језику)         | 1889. (почеци)                | [ 35 ] |
|                                                            | Градско позориште Чачак                                              | Чачак                | Синђелићева 24 (Дом културе)              | Драмско                                 | 1947. (прво професионално)    | Делује у оквиру Дома културе Чачак.                                                                                      |